# Clip (numismatiek)
Een clip is een Engelse term zoals die in de Nederlandse en Vlaamse numismatiek wordt gebruikt voor een misslag van een munten die op een incomplete rondel zijn geslagen.
Dit kan gebeuren als een rondel uit de zijkant van een plaat wordt gestanst en de machine net naast de plaats stanst of als de plaat niet ver genoeg in de machine is opgeschoven en de rondel wordt gestanst op een plaats waar al een deel van een gat zit van de vorige stansbewerking.

## Internationale aanduidingen
- Engels: clipped planchet
- Duits: Zainende